# Лотарингский бассейн
Лотари́нгский бассе́йн — крупный железорудный бассейн в пограничных районах Франции, Германии, Бельгии и Люксембурге. Площадь около 1100 км². Осадочного происхождения (оолитовые гётитовые руды). Общие запасы около 2 млрд тонн руды; среднее содержание железа 31-32 %. С XIX века велась интенсивная разработка, преимущественно подземным способом.
В течение 1900-х годов право владения месторождением переходило от Франции к Германии. После Первой мировой войны по Версальскому договору принадлежал Франции, а спустя 15 лет состоялся плебисцит, на котором местные жители проголосовали за вхождение в состав Германии. После Второй мировой войны эта территория была официально возвращена Франции. Однако в 1957 году Саар вновь вошёл в состав Германии.
Участок земли был ценен для этих стран, особенно в период Промышленной революции. Однако большая часть угля в этом районе была добыта, когда он принадлежал Франции после Второй мировой войны.